# إيفان بيريز
إيفان بيريز (بالإسبانية: Iván Pérez Maceira)‏ (11 نوفمبر 1985 سانتياغو دي كومبوستيلا إسبانيا - ) هو لاعب كرة قدم إسباني يلعب كلاعب وسط.

## روابط خارجية
- إيفان بيريز على موقع قاعدة بيانات كرة القدم.إي يو (الإنجليزية)
- إيفان بيريز على موقع Soccerway.com (الإنجليزية)
- إيفان بيريز على موقع AS.com (الإسبانية)